# Melanargia epimede
Espèce
Melanargia epimede est une espèce d'insectes lépidoptères (papillons) appartenant à la famille des Nymphalidae, à la sous-famille des Satyrinae et au genre Melanargia.

## Dénomination
Melanargia epimede a été nommé par Staudinger en 1892.
Synonyme : Melanargia meridionalis var. epimede Staudinger, 1892.

## Nom vernaculaire
Melanargia epimede se nomme en anglais Far Eastern marbled white butterfly.

## Description
C'est un papillon de taille moyenne qui présente un damier noir et blanc avec une forte dominance du blanc dans la partie basale et du noir dans la partie distale.
Le revers plus blanc avec presque uniquement les veines marquées de noir présente aux postérieures une ligne de trois ocelles débutant par un ocelle anal.

## Biologie
Il vole en juillet août en une seule génération.

### Plante hôte
La plante hôte de sa chenille est Agrostis clavata.

## Écologie et distribution
Melanargia epimede est présent en Ukraine, dans l'est de la Mongolie, le nord-est de la Chine et en Corée,.

### Biotope
Il réside dans des bois clairs.